# Kanoko Okamoto
Kanoko Okamoto  (岡本 かの子 ?, Okamoto Kanoko) (Minato, 1º marzo 1889 – Yokosuka, 18 febbraio 1939) è stata una scrittrice e poetessa giapponese, autrice di tanka e studiosa di buddhismo, attiva durante il periodo Taishō e il primo periodo Shōwa.

## Biografia

### Infanzia
Kanoko Okamoto, il cui nome da nubile è Ōnuki Kano, nasce il 1º marzo 1889 ad Aoyama, nella prefettura di Akasaka (l'attuale Minato, Tokyo), in una famiglia di proprietari terrieri e mercanti molto benestante. La madre si interessa alla poesia haiku e alle ballate tokiwazu. Il padre soffre di una malattia polmonare e anche Kanoko è di salute cagionevole sin dalla nascita. Viene cresciuta nella tenuta della famiglia a Futako Tamagawa, Kawasaki, Kanagawa, dove la sua tutrice la avvicina alla musica, all'arte calligrafica, alla danza tradizionale e alla letteratura classica giapponese, in particolare al Genji monogatari e al Kokinwakashū.

### Carriera letteraria
Diplomatasi nel 1902 alla Atomi Girls' Middle School, Okamoto è fortemente incoraggiata a scrivere dal fratello maggiore Shōsen, futuro poeta, e dal suo compagno di classe Jun'ichirō Tanizaki, che diventerà un grande scrittore dopo gli studi alla First Higher School e all'Università Imperiale di Tokyo. I due ragazzi diventano presto membri fondatori della rivista letteraria Shinshichō ("Correnti di Nuovo Pensiero").
All'età di 16 anni Kanoko organizza un incontro con la poetessa e scrittrice giapponese Yosano Akiko, che la spinge a contribuire con suoi componimenti tanka alla rivista letteraria Myōjō (明星? , "Stella Lucente"). Nel 1911, con Hiratsuka Raichō, Tamura Toshiko e altri, diventa collaboratrice dell'influente giornale Seitō (青鞜? , "Bluestocking"), avviando un percorso per scrittrici donne con idee femministe. Più tardi prende parte all'attività di un'altra rivista, Subaru (昴? , "Pleiadi"), e nel 1912 pubblica la sua prima antologia, Karoki-netami (かろき波み? , "Piccole Gelosie"), composta da cinque tanka.
Dopo aver realizzato, nel 1929, la sua quarta antologia di tanka, Waga Saishu Kashu (我が斎主歌手? , "La mia ultima antologia"), decide di diventare scrittrice di romanzi. Si trasferisce in Europa con l'intera famiglia per completare i suoi studi letterari, viaggiando tra Parigi, Londra e Berlino, e in seguito visita gli Stati Uniti.
Di ritorno in Giappone nel 1932, riprende i suoi studi sul buddhismo e pubblica il suo primo romanzo breve, Tsuru wa Yamiki (鶴は病みき? , "La gru morente") . Il periodo successivo è di intensa attività; tra i temi ricorrenti nelle sue opere emerge quello dell'effetto del karma ancestrale. La sua scrittura è stata spesso criticata per eccesso di 'narcisismo', altri hanno invece molto apprezzato la ricchezza del suo stile retorico. Dal 1970 le sue opere sono state oggetto di un nuovo interesse per la sua messa in discussione del ruolo femminile tradizionale, in nome del raggiungimento di traguardi personali e professionali.
Durante gli ultimi tre anni di vita, prima dell'improvvisa morte, Kanoko scrive più di trenta storie, quattro romanzi, numerosi componimenti tanka e saggi, alcuni dei quali pubblicati postumi.

### Famiglia
Nel 1908, durante una vacanza con il padre a Karuizawa, Nagano, incontra l'illustratore e fumettista Ippei Okamoto. La famiglia è contraria alla sua relazione con questi e Okamoto crea un vero scandalo con la decisione di andare a convivere con lui nel 1910, senza prima sposarsi. L'anno seguente la coppia avrà un figlio, il pittore d'avanguardia Tarō Okamoto. La famiglia sarà in seguito travolta da tragedie: la seconda figlia nascerà con problemi di salute mentale e moriranno il fratello e la madre di Okamoto. Kanoko sarà colpita da un esaurimento nervoso, aggravato dal sentimento di gelosia provato per il suo successo artistico del compagno.

### Il rapporto con la religione
Intorno al 1917 le vicissitudini personali portano Okamoto a volgersi alla religione. Avvicinatasi inizialmente al cristianesimo protestante, si rivolge in seguito alla scuola buddhista Jōdo Shinshū (浄土真宗?), fondata dal monaco Shinran. Questa fase coincide con l'inizio del suo lavoro come ricercatrice buddhista e con la scrittura di molti saggi.

### Il rapporto con le donne
Nonostante Kanoko prenda parte alle attività di diverse riviste femministe, non mostra particolare interesse per il movimento di emancipazione femminile. Uno delle cause di questo mancato coinvolgimento è legata alle difficoltà vissute nelle relazioni con le donne. L'autrice ha molte amiche fedeli, ma altrettante donne che ne invidiano la sicurezza economica, l'appoggio maschile e ne disapprovano lo stile di vita 'immorale', mal interpretando la sua eccentrica personalità. Kanoko dichiara ad un giornalista: "Preferisco gli uomini. Le relazioni tra donne sono estremamente complicate." Enchi Fumiko scrive addirittura un articolo sul rapporto di Kanoko con le colleghe, Kanoko Hensō (かのこ変相?), in cui racconta di un incontro fra questa e altre scrittrici, in cui la donna si isola e risulta perlopiù intrattabile.

### Vita amorosa
Kanoko esercita di certo maggiore fascino sugli uomini, e la sua forte personalità la porta a cercare un ruolo predominante nelle relazioni con loro. Nel 1907 il suo primo compagno, uno studente di legge, ha un esaurimento nervoso e poco dopo essere ricoverato muore. In seguito la donna incontra Ippei Okamoto a cui scrive una romantica composizione poetica. Ippei e Kanoko appartengono a due mondi sociali diversi e si scontrano spesso a causa delle loro forti personalità. La coppia si sposa nel 1919, mentre Kanoko aspetta già un bambino. La vita lussuosa della donna subisce un rovesciamento nel momento in cui la famiglia va a vivere nella casa dei suoceri, genitori di Ippei; ben presto Kanoko comincia a desiderare qualcosa di più della tranquilla vita famigliare. Nel 1913 intraprende una relazione con un giovane uomo, Horikiri Shigeo, studente universitario alla Waseda University. Ippei suggerisce che l'uomo vada ad abitare con loro, ma la natura possessiva della donna e l'ansia di mantenere una relazione in casa porta l'amante a lasciare l'abitazione. Il riavvicinamento tra moglie e marito avviene grazie alla religione e ad un cambio di residenza, che allontana i vecchi ricordi.

### L'appartenenza al Movimento Modernista
Kanoko descrive la realtà tramite immagini astratte e tecniche sperimentali, spesso legate al tema del doppelgänger e dello sdoppiamento dell'io. L'autrice crea, tramite il suo linguaggio e lunghe e dettagliate descrizioni dell'ambiente, dei mondi inimmaginabili, che non coincidono con una realtà oggettiva, ma con la realtà soggettiva dei protagonisti delle sue storie. Questi sono tra i motivi per cui la sua produzione è collocata all'interno del movimento modernista giapponese, sviluppatosi tra il 1920 e il 1930, che prende ispirazione sia dal modernismo occidentale, sia dalla tradizione giapponese.

### La morte
Kanoko Okamoto muore per un'emorragia cerebrale nel 1939, a 49 anni. La sua tomba si trova al Cimitero Tama, nel Fuchū.

## I romanzi

### Tsuru wa Yamiki(鶴は病みき?, "La gru morente")
Il suo primo romanzo breve, chiamato Tsuru wa Yamiki (鶴は病みき? , "La gru morente"), è uno schizzo biografico che descrive gli ultimi giorni dello scrittore Ryūnosuke Akutagawa. Pubblicato nel 1936 nella rivista Bungakukai (文学界? , "Mondo Letterario") e premiato come migliore romanzo breve del mese, con la raccomandazione di Yasunari Kawabata, ha segnato l'inizio della sua produzione in prosa. L'opera prende forma dai suoi incontri con lo scrittore, il primo dei quali risale all'estate del 1923, e il successivo quattro anni più tardi. In quest'ultimo incontro l'uomo appare sul punto di un esaurimento nervoso e ciò lascia Kanoko senza parole. Questo suo atteggiamento le causerà in seguito non pochi rimorsi, visto il postumo suicidio dell'artista. Il romanzo riceve critiche controverse, ma desta anche interesse, tanto che la donna riceve richieste di scrittura di racconti da influenti riviste.

### Produzione 1935-1939
Nei quattro anni successivi, Kanoko scrive e pubblica molti lavori, tra cui Konton mibun (混沌身分? , "In caos"). L'opera racconta le vicende di Kohatsu, un'insegnante di nuoto la cui famiglia, per generazioni, ha gestito una famosa scuola di nuoto e che ora sta avendo problemi finanziari. La protagonista è combattuta tra l'ambizione di rimettere in sesto gli affari di famiglia, e il desiderio di amore e piacere. La donna cerca spesso di reprimere i suoi impulsi sessuali, che periodicamente emergono sotto forma di fantasie, talvolta esplicite, nei confronti di un giovane ammiratore, personaggio caratterizzato da fragilità e passività, a cui si oppone la forza di Kohatsu. Un altro personaggio maschile, l'amico di famiglia Kaibara, interviene negli affari e svolge un ruolo essenziale per la loro ripresa; questo suo gesto, unito all'interesse per la donna, suggerisce un'unione tra i due. Kohatsu decide di rispondere alla confessione di Kaibara alla fine di un'importante gara di nuoto; durante questa ha un'illuminazione e continua a nuotare, fuori dalla vista degli altri partecipanti.
Boshi Jojō (母子叙情? , "Amore Materno") segna un punto di svolta nella carriera dell'autrice. La storia tratta dell'amore passionale di una madre per il figlio; la trama prende forma dalla relazione di Kanoko con il figlio Tarō, che studia pittura in Francia. La protagonista permette al figlio di inseguire il suo sogno artistico a Parigi, ma la distanza le crea non poca sofferenza. Tale sentimento la porterà ad avvicinare un giovane, che le ricorda inizialmente l'amato figlio. Tra i due avvengono degli incontri, finché la donna allontana l'uomo; entrambi conserveranno, nonostante la decisione di non vedersi mai più, vividi i ricordi delle loro conversazioni, su interessi artistici e modi di vivere le relazioni.
Hana wa Tsuyoshi ("I Fiori Sono Forti") è incentrato sulla relazione tra una donna di successo e un uomo malato. I protagonisti sono Keiko, trentottenne non spostata, che si occupa di composizioni floreali, e Kobuse, malato di tubercolosi. Kobuse sostiene la devozione della donna all'arte e non vorrebbe che si sposasse con un uomo debole e morente come lui. Dopo il successo di un'esibizione floreale di Keiko, l'uomo muore; la donna scoppia in lacrime, ma presto trova nel ricordo delle parole dell'uomo il coraggio per affrontare la sua vita solitaria.
Kingyo Ryōran (金魚撩乱? , "Pesci Rossi in Caos") narra i tentativi di Fukuichi nell'allevare una perfetta e rara specie di pesci rossi. Questa ricerca riflette la sua ossessione per Makoto, la donna amata, che non può avere. Il successo appare lontano, ma ogni sconfitta è una nuova sfida, fino a che l'uomo non scopre il pesce perfetto in uno stagno fangoso. Nel romanzo si intrecciano l'ossessione per la bella Makoto e quella per il raggiungimento del pesce rosso perfetto, che porteranno Fukuichi ad un rapido invecchiamento. Alla fine della storia, nonostante i trentanni, egli mostrerà anche nei modi i segni dell'età. Uno dei temi percorsi nel libro è quello della manipolazione umana della natura, attraverso cui il protagonista tenta di raggiungere il suo obiettivo di creazione di una specie perfetta; nel finale però sarà la natura a creare, da uno stagno di fango, ciò che l'uomo non era riuscito a ottenere.
Tōkaidō gojūsan tsugi ("Percorso lungo la strada per Tōkaidō") racconta di un uomo che sente il bisogno di viaggiare e visitare i siti lungo la strada per Tōkaidō. Questa sua aspirazione gli costerà l'allontanamento dalla famiglia. In questa breve storia emergono bizzarre descrizioni di luoghi e scenari, resi tramite combinazioni di parole non convenzionali.
Rōgishō (老妓抄? , "Ritratto di una vecchia Geisha") è un piccolo capolavoro, incentrato sulla figura di una geisha di mezza età. La donna, Kosono, riesce a mettere da parte una piccola somma di denaro e inizia a desiderare uno stile di vita più lussuoso. Presto adotta una figlia e persuade il giovane meccanico Yuzuki a poter contare su di lei per il raggiungimento del suo sogno di diventare inventore. All'insuccesso del piano seguono diversi tentativi di allontanamento dell'uomo da Kosono, che sospetta che la geisha voglia farlo sposare con la sua figlia adottiva. La presa di distanza risulta difficile per l'incessante rinnovarsi dell'influenza della donna, ma infine l'uomo riesce a tornare alla sua vita di povertà.
Kawari Akari (川明かり? , "Flusso di luce") racconta la ricerca della salvezza buddhista dai mali dell'esistenza terrena da parte del protagonista, Konishita. Adottato dalla famiglia della donna che intende sposare, l'uomo vive un conflitto tra la madre biologica e quella affidataria, che lo porta, tempo dopo, a salpare verso il Mare del Sud, dove trova finalmente pace.
Sushi (寿司? , "Sushi") è incentrato sulla vicenda di un gentiluomo sessantenne che si reca in negozi di sushi per aggrapparsi al ricordo della madre, che da piccolo tentava di convincerlo a mangiare il pesce.
Karei ("La casa degli Spiriti"), che risale all'anno della prematura morte di Kanoko, tratta il tema dell'eredità famigliare. La protagonista è una donna destinata a gestire il ristorante di famiglia Inochi ("Vita"), così chiamato per la tipologia di cibo offerta, forte di energia. La giovane età della ragazza le fa dubitare di doversi occupare degli affari di famiglia, visto che ciò la obbligherebbe a mettere da parte la propria felicità matrimoniale. Ogni volta però che tenta di inseguire il proprio sogno d'amore e chiudere il negozio è ricondotta da una forza sconosciuta sui propri passi.

### Opere postume
Tra le opere pubblicate dopo la morte di Kanoko, Shōjō Ruten ("La Ruota della Vita") è un romanzo che narra la ricerca d'identità da parte di una donna. Chōkō, in seguito alla morte del padre e della madre, decide di vivere da mendicante, come il padre nei suoi primi anni di vita, prima di diventare professore. Questa metamorfosi si lega ai concetti buddhisti di reincarnazione e karma e al tema dell'inconsistenza dell'io. Chōkō rifiuta diverse relazioni amorose e nel finale decide di essere un marinaio e vagare per i mari.

### Le tematiche
Nei suoi romanzi Kanoko affronta raramente il problema della posizione sociale delle donne, mostrando un maggiore interesse per la sessualità femminile. La scrittrice ritiene che la donna rappresenti una forza vitale inesauribile. La sua produzione è spesso caratterizzata da descrizioni erotiche femminili, da uno stile di linguaggio innovativo, e dal frequente senso di mistero che circonda le radici familiari dei personaggi.
Questa caratteristica, unita al tema del declino nobiliare della tradizione giapponese, richiama lo splendore perduto dalla famiglia dell'autrice. Il tono di autoaffermazione che sembra permeare le sue opere e le caratteristiche dei suoi stessi personaggi, consapevoli della propria estrazione, oltre che dei propri talenti e del loro talvolta 'speciale' destino, hanno indotto i critici ad accusare la scrittrice di "narcisimo".
Un altro elemento fondamentale nei suoi racconti è l'elemento acquatico, che prende forma dal suo attaccamento nei confronti del fiume Tama e rimanda a temi di fertilità, maternità, caos primordiale, subconscio e rigenerazione.
Altro tema è quello del rapporto madre-figlio, che riprende la sua relazione con il figlio Tarō. Nei suoi lavori la figura di madre si allontana però dalla realtà e assume dei connotati ideali, incarnati da alcune sue eroine.
Un'interessante opposizione è quella tra tradizionale vita famigliare e vita indipendente volta all'arte e alla spiritualità. Frequente nella generazione di scrittrici di cui Kanoko fa parte, manifesta la svolta intrapresa nel concetto di 'amore' e di 'matrimonio' nelle autrici moderne giapponesi.

## Opere principali[3]
- Tsuru wa Yamiki (鶴は病みき? , "La gru morente") (1936)
- Konton mibun (混沌身分? , "In caos") (1936)
- Manatsu no Yoru no Yume (真夏の夜のユメ? "Sogno di una notte di mezza estate") (1937)
- Boshi Jojō (母子叙情? , "Amore Materno") (1937)
- Hana wa Tsuyoshi ("I Fiori Sono Forti") (1937)
- Kingyo Ryōran (金魚撩乱? , "Pesci Rossi in Caos") (1937)
- Tōkaidō gojūsan tsugi ("Percorso lungo la Strada per Tōkaidō") (1938)
- Rōgishō (老妓抄? , "Ritratto di una vecchia Geisha") (1938)
- Kawari Akari (川明かり? , "Flusso di luce") (1938)
- Karei ("La casa degli Spiriti") (1939)
- Maru no Uchikuchihanashi ("Storia di un cerchio sull'erba") (1939)
- Shōjō Ruten ("La Ruota della Vita") (1940)
- Kigi Ryūten ("Il vivace flusso e riflusso") (1940)
- Nyotai Hiraken (L'apertura del Corpo femminile") (1943)